# Comuna Pasicina, Iarmolînți
Pasicina (în ucraineană Пасічна) este o comună în raionul Iarmolînți, regiunea Hmelnîțkîi, Ucraina, formată din satele Mahnîșivka, Pasicina (reședința) și Vasîlkivți.

## Demografie
Componența lingvistică a comunei Pasicina
     Ucraineană (99,55%)
     Alte limbi (0,45%)
Conform recensământului din 2001, majoritatea populației comunei Pasicina era vorbitoare de ucraineană (99,55%), existând în minoritate și vorbitori de alte limbi.